# マネタリーベース

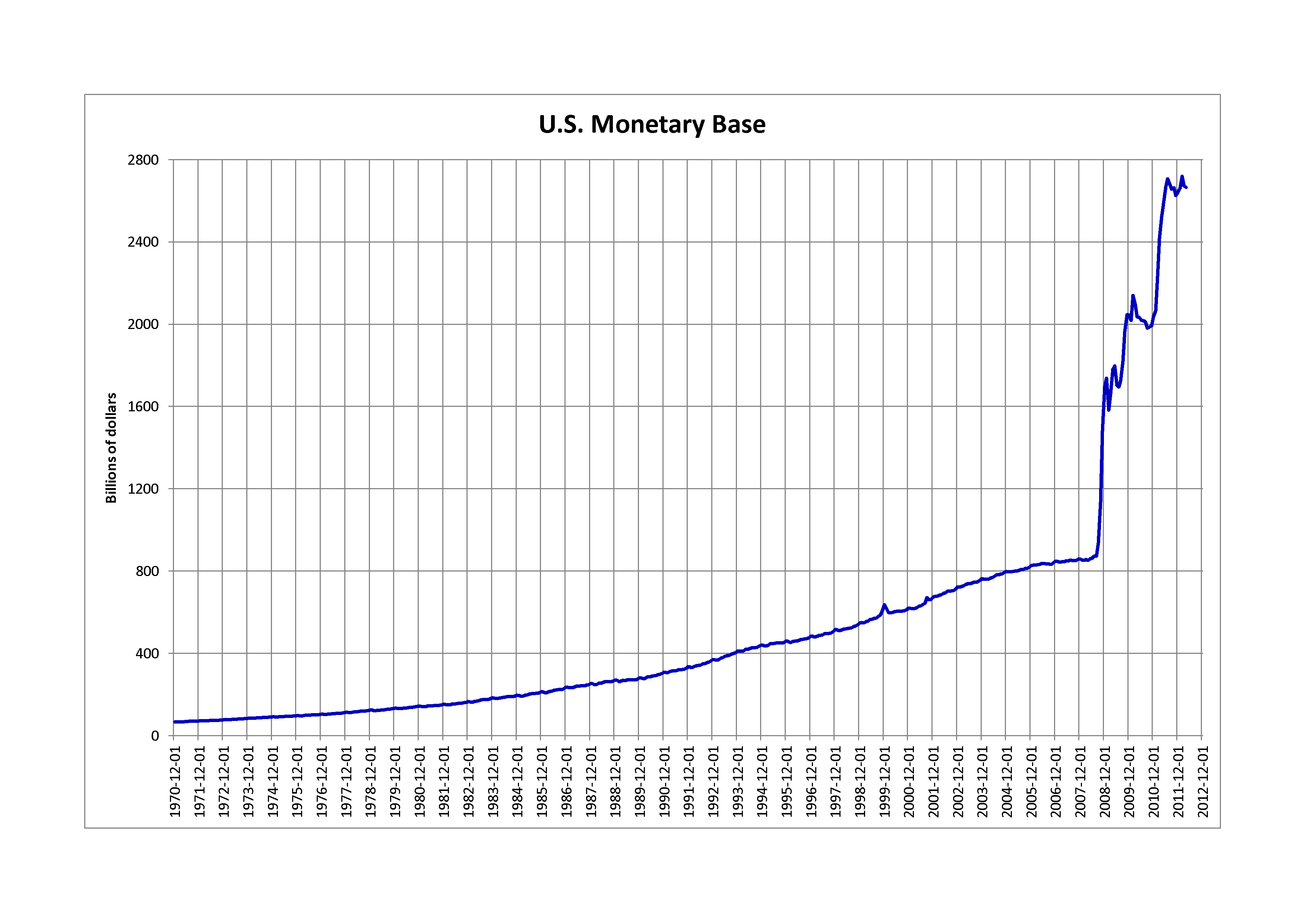
アメリカ合衆国のマネタリーベース

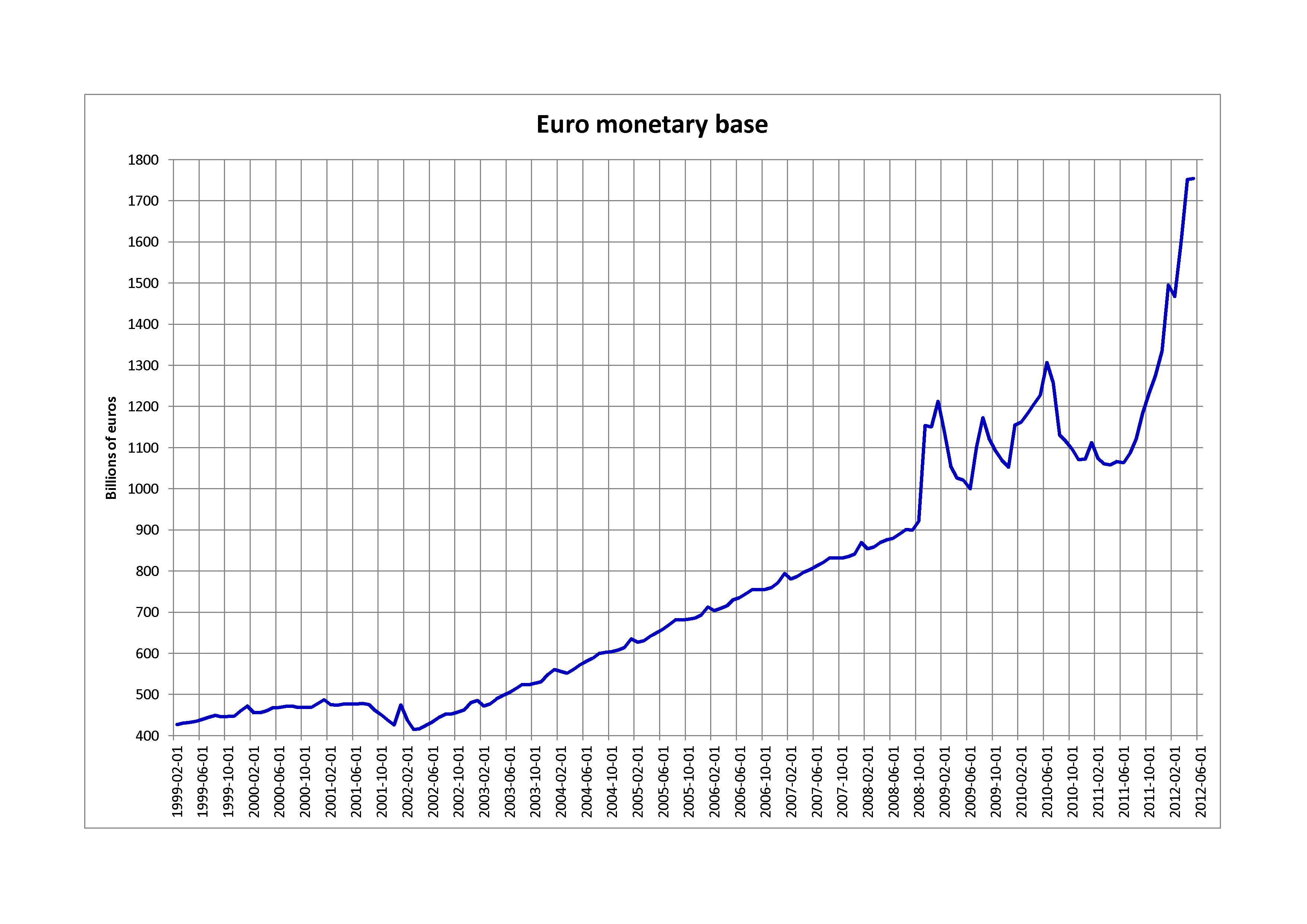
ユーロのマネタリーベース

マネタリーベース（英: monetary base）とは、現金の通貨と民間の金融機関が中央銀行に預けた預金の合計のこと。
中央銀行通貨（英: central bank money）ともいい、市中銀行通貨（英: commercial bank money）と対になる概念で、それぞれ現金と預金に対応する。地域や分野によってはベースマネー（base money）、ハイパワードマネー（high-powered money）やそれを翻訳した強力通貨、高権貨幣とも呼ばれる。

## 日本
日本の場合、現金通貨とは日本銀行券と日本の硬貨の合計であり、中央銀行預け金は金融機関が保有している日銀当座預金残高がこれに当る。日本銀行の定義するマネタリーベースは日本銀行券発行高と貨幣流通高と日本銀行当座預金残高の3つを合計したものである。

## マネーサプライとの関係
マネタリーベース × 貨幣乗数 = マネーサプライ
マクロ経済学の教科書には、「マネタリーベースをほぼコントロール下におく中央銀行は、このコントロールによって、間接的にマネーサプライを調節することができる」と解説されている。マネタリーベースは政府が採用している金融政策を判断するためのひとつの経済指標と見なされている。
ただし、中央銀行がマネタリーベースでマネーサプライを調節できるかについては昔から議論があり、はっきりした結論は出ていない。日本では1970年代に日本銀行と小宮隆太郎や堀内昭義の間で論争になり、1990年代には日本銀行の翁邦雄と経済学者の岩田規久男の間で論争になった。
この論争は2010年代でも続いており、伊藤修はマネタリーベースとマネーサプライの比例関係が現実を反映していないと指摘した。マネーサプライはベースマネーの何倍かになるという「信用乗数論」は、初級教科書の説明であって、現実はそうならない。日本のバブル経済においても、投機によってマネーへの需要が増え、それに応じる形で銀行貸出が増えて、必要になったベースマネーを日銀が供給し支えたという関係であった。バブル崩壊後も、ベースマネーを増やしてもマネーサプライは増えなかったという事実があるとしている。
例えば、日本銀行はマネタリーベースを2012年11月の1,244,449億円から2014年11月の2,593,603億円へと約2.1倍へと増やしたが、マネーサプライは11,263,838億円から11,996,857億円へと6.5%しか増えていない。2010年11月から2012年11月へかけては99兆1,866億円から124兆4,449億円へと25%増だが、その時のマネーサプライは1,078兆6,221億円から1,126兆3,838億円へと4.4%増である。
| 時期       | マネタリーベース   | マネーサプライ    | 貨幣乗数 |
| ---------- | ------------------ | ----------------- | -------- |
| 2010年11月 | 991,886            | 10,786,221        | 10.87    |
| 2012年11月 | 1,244,449(+25.4%)  | 11,263,838(+4.4%) | 9.05     |
| 2014年11月 | 2,593,603(+108.4%) | 11,996,857(+6.5%) | 4.63     |
| 2016年11月 | 4,176,573(+61.0%)  | 12,738,390(+6.2%) | 3.05     |

他方で、高橋洋一は、比例関係が成り立たなくても、マネタリーベースでマネーサプライがコントロールできると主張した。マネーストック＝マネタリーベース×信用乗数であるが、信用乗数は変化する。仮に信用乗数が半分になった場合、マネタリーベースを2倍に増やせばよいとしている。
経済学者の原田泰は、政策金利とマネタリーベース・マネーサプライが連動すると論じた。1980年末、日銀による金利引き下げが急激なマネタリーベース・マネーサプライの急上昇をもたらし、1989年以降の金利引き上げがマネタリーベース・マネーサプライの急減をもたらしたとしている。また、原田は物価とマネタリーベースの関係についても指摘した。物価とマネタリーベースは同じ動きをしている。2000-2007年では、ジンバブエのマネタリーベースは130万倍なのに対し、インフレ率は5倍の650万倍となっている。一方でチャドのマネタリーベースは2.8倍なのに対し、インフレ率は約半分の1.2倍となっている。マネタリーベースの伸び率が、両国のインフレ率の違いを生み出したとしている。